# Gliceraldeído-3-fosfato

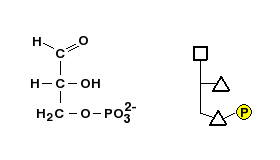
Estrutura do gliceraldeído 3-fosfato mostrada utilizando projeção de Fischer, à esquerda, e modelo poligonal, à direita.

O gliceraldeído-3-fosfato, também conhecido como triose fosfato,3-fosfogliceraldeído,aldeído fosfoglicérico ou 3-fosfato de gliceraldeído, e abreviado como G3P, GADP, GAP ou PGAL, é um composto químico que ocorre como um intermediário em diversos vias metabólicas centrais de todos organismos. 